# Sergi Bruguera
Sergi Bruguera Torner (1971. január 16. –) egykori spanyol hivatásos teniszező. A '90-es évek egyik legjobb salakjátékosa, 1993-ban és 1994-ben megnyerte a Roland Garrost, 1997-ben a döntőig jutott. A többi Grand Slam-tornán egyszer sem tudott túljutni a nyolcaddöntőkön. 14 egyéni és 3 páros ATP tornát nyert meg. Az atlantai olimpián ezüstérmet szerzett, a döntőben Andre Agassitól szenvedett vereséget.

## Grand Slam döntői

### Győzelmei (2)
| Év   | Helyszín          | Ellenfél a döntőben | Eredmény a döntőben     |
| 1993 | Roland Garros     | Jim Courier         | 6–4, 2–6, 6–2, 3–6, 6–3 |
| 1994 | Roland Garros (2) | Alberto Berasategui | 6–3, 7–5, 2–6, 6–1      |

### Elvesztett döntői (1)
| Év   | Helyszín      | Ellenfél a döntőben | Eredmény a döntőben |
| 1997 | Roland Garros | Gustavo Kuerten     | 6–3, 6–4, 6–2       |